# Фармер Гил од Хама
Фармер Гил од Хама (енгл. Farmer Giles of Ham) је хумористичка приповетка Џ. Р. Р. Толкина. Написана је 1937. године, а први пут објављена 1949. На српски језик преведена је и под насловом Фармер Гил од Бута. Узор за ово дело аутору су били средњевековни витешки романи. Прича је намењена како деци, тако и одраслима. Осим авантуре и хумора она у себи садржи и елементе ироније, усмерена према савременој књижевној критици, а како прича одмиче и према савременом човеку, његовој свести и навикама. Као и већина Толкинових дела из раног периода стваралаштва и ово дело је мање познато у односу на Хобита или Господара прстенова.

## О причи
Приповетка Фармер Гил од Хама на први поглед делује као авантура, осим што се ствари успешно одвијају најчешће захваљујући таличности главног јунака. Фармер Гил није ни нарочито способан ни неспособан. Једва да уме да рукује мачем. Синтагма, „фармер Гил од Хама“ је игра речи која пародира средњовековне аристократске језичке конструкције (на пример: сер Ланселот од Језера - Sir Launcelot du Lac). 
Ово више није витешко доба, и од њега је остао само одјек, који је постао форма, пуки ритуал или чак пародија. Друштво се одродило од традиције и претворило у фешту. Фармер Бут приказан је као Карикатура витеза. Он не јаше у сусрет опасности из срчаности и идеализма, већ се супротставља тек када му опасност дође на кућни праг и угрози његову егзистенцију. Ни див није страшан као што се чини. Пре свега је глуп и невољан да се бори ако може бити повређен. Дакле, са једне стране стоји безвољан, пасиван човек без идеала и етичке димензије, који се активира тек „када више нема куд“, а са друге стране див који је спреман да уништава све док нема било каквог отпора. Ова слика може се применити на савремени индивидуализам, губитак осећаја за заједништво и крајње облике себичности и отуђења. Ако сељани нису свесни да ће змај који хара другим селима стићи и до њих, то може само значити да они не сматрају да припадају истом друштву и не умеју да саосећају са другима. Ипак, Толкин није сасвим песимистичан. Опасност од змаја на крају успева да пробуди уљуљкано друштво. 
Ова критика није упућена средњевековном, већ савременом друштву. Полазна тачка је затворено друштво, скучених погледа који не допиру ван граница сопственог места, често ни ван граница сопственог дворишта. Међутим, скученост погледа не треба да се поистовети са стварном ситуацијом. Чињеница да Мало Краљевство више не зна за дивове или змајеве не води ка закључку да они не постоје. То што одређено зло није наносило штету већ дуго времена не значи да је нестало са овог света или да се у будућности неће поновити.
Неки критичари сматрају да су управо захваљујући овим причама, које је углавном смишљао за своју децу, касније настала његова далеко амбициознија дела: Хобит и Господар прстенова. Приче су углавном биле обичне. Свега неколико је забележио, а само мали број је био завршен. Толкин се од 1920. године, када је написао прво у серији Писама од Деда Мраза, у потпуности задовољавао да буде приповедач својој деци.

## Радња
Фармер Гил од Хама није личио на јунака. Kрупан, риђе браде, уживао је у незанимљивом, угодном животу. Али након што је нехотице испрепадао и отерао наглувог и кратковидог џина, јуначка слава фармера Гила прочула се нашироко и надалеко. На његову несрећу, када је препредени змај Kрисофилакс посетио краљевство, од фармера Гила се очекивало да се бори с њим.

## Српско издање
Толкинова прича Див (митологија) први пут је на српском објављена 1986. године, у издању издавачке куће Рад. 
Друго српско издање објавила је београдска издавачка кућа Моно и Мањана 1997. године. Једна је у едицији од четири Толкинове приче за децу објављене као засебна дела:
- Ковач из Великог Вутона
- Фармер Гил од Бута
- Авантуре Тома Бомбадила
- Тумарало

Године 2021. појавило се и треће издање на српском језику у издању издавачке куће Публик практикум.

## Илустрације
За разлику од других, Толкин није израдио илустрације за ову причу. За српско издање из 1997. илустрације је радио српски ликовни уметник Бобан Савић - Гето. Неки од тих цртежа спадају у сам врх целокупне српске илустрације.